# Hřivínův Újezd
Hřivínův Újezd là một làng thuộc huyện Zlín, vùng Zlínský, Cộng hòa Séc.